# Cenococcum
Cenococcum — рід грибів. Назва вперше опублікована 1829 року.

## Класифікація
До роду Cenococcum відносять 3 види:
- Cenococcum geophilum
- Cenococcum graniforme
- Cenococcum xylophilum